# Doris Patty Rosenthal
Doris Patty Rosenthal (Riverside, 10 de julio de 1889 - Oaxaca de Juárez, 26 de noviembre de 1971) fue una pintora, grabadora, diseñadora y educadora estadounidense, que hizo exploraciones solitarias en áreas remotas de México en busca de pueblos indígenas. Durante varias décadas a partir de la década de 1930, Rosenthal realizó cientos de bocetos en carboncillo y pastel que representaban la vida cotidiana y las actividades domésticas de la cultura campesina indígena y mestiza, que luego utilizó para crear pinturas de estudio a gran escala. La revista Life presentó el arte y los viajes de Rosenthal en México en una extensión de cinco páginas en 1943.

## Primeros años
Rosenthal nació en Riverside, California en 1889 en una próspera familia judía y se crio en un rancho. Su padre, Emil Julius Rosenthal, se había establecido en Riverside en 1872 procedente de Prusia (Alemania) y se casó con Anna Jane Unruh. Rosenthal lanzó su carrera como artista en Los Ángeles en la década de 1910, cuando estaban surgiendo tendencias progresistas en el arte del sur de California. Rosenthal estaba cerca de Helena Dunlap, la pionera modernista de Los Ángeles y fundadora en 1916 de la Sociedad de Arte Moderno de Los Ángeles, uno de los primeros grupos modernistas que se formaron en la región.
Rosenthal y Dunlap viajaron a Taos, Nuevo México, en 1917. Allí, residieron brevemente y expusieron junto a los principales pintores estadounidenses George Bellows, Robert Henri y otros en la exposición inaugural en el nuevo Museo de Bellas Artes de Santa Fe. Rosenthal expuso en las exposiciones de primavera del California Art Club en el Museo de Los Ángeles en 1917 y 1919, mostrando Indian Women of Taos en 1917.
Rosenthal fue a Nueva York para estudiar en la Liga de estudiantes de arte de Nueva York con Bellows y John French Sloan entre 1917 y 1918, y asistió a clases en el estudio del bohemio de mente amplia George Luks. En 1920, trabajó como diseñadora comercial de sedas para financiar un viaje a Europa.

## Carrera
Rosenthal estudió primero en la Académie de la Grande Chaumière en París, y luego realizó un viaje de dibujo a Berlín, Roma y Múnich, permaneciendo durante 1921 y 1922. Después de su gira europea, se casó con Charles "Jack" Charash, un agente de prensa, director teatral, dramaturgo y cofundador del Anglo-Jewish Theatre, una unidad del WPA Proyecto de Teatro Federal.
A fines de la década de 1920, Rosenthal publicó una serie de portafolios con motivos de diseño extraídos del arte y los artefactos de una variedad internacional de colecciones de museos. Los portafolios de Prim-Art Series están organizados en torno a temas como el transporte, el vestuario y los motivos de animales. La serie marcó su estudio del arte y la cultura etnográfica o 'primitiva' y fue fundamental para ganar sus dos premios Guggenheim para trabajar en México. Los portafolios ayudaron a introducir una nueva estética en el diseño y fueron aclamados como recursos útiles para diseñadores profesionales y como herramientas de enseñanza para instructores de arte.
Rosenthal fue instructora y educadora de arte de toda la vida, y obtuvo un título en enseñanza del Los Ángeles State Teachers College en 1910 y el Teachers College de la Universidad de Columbia en 1913. Enseñó pintura y dibujo en el Teachers College de la Universidad de Columbia de 1924 a 1931, y posteriormente en la escuela secundaria James Monroe en el Bronx.
La Fundación Conmemorativa John Simon Guggenheim otorgó a Rosenthal una beca en 1931 para realizar un trabajo creativo en pintura en México, donde viviría durante dos años a partir de agosto de ese año. A partir de entonces realizó viajes anuales al campo, residiendo en pequeñas aldeas durante los meses de verano. La Fundación Guggenheim le otorgó una segunda beca para trabajar en México en 1936. Rosenthal se mudó definitivamente a México en 1957.
Doris Rosenthal produjo una gran cantidad de trabajo durante una carrera de seis décadas. Sus pinturas American Scene de la época de la Depresión que se centran en la vida y la cultura mexicanas fueron respetadas a nivel nacional y cubiertas por las principales publicaciones de arte y revistas populares como Life, Newsweek, Harper's Bazaar y The New Yorker. Contó con el apoyo de los críticos e historiadores eminentes Edward Alden Jewel, Lewis Mumford y Carleton Beals; y las Midtown Galleries de Nueva York se encargaron de sus pinturas y obras en papel. Su trabajo fue incluido en importantes exposiciones como American Painting Today en el Museo Metropolitano de Arte.
Según el crítico de arte mexicano Gulliermo Rivas: "Doris Rosenthal no se esfuerza por escapar de su trabajo, sino por salir a conocerlo". Falleció en la ciudad de Oaxaca en 1971.